# Nerău

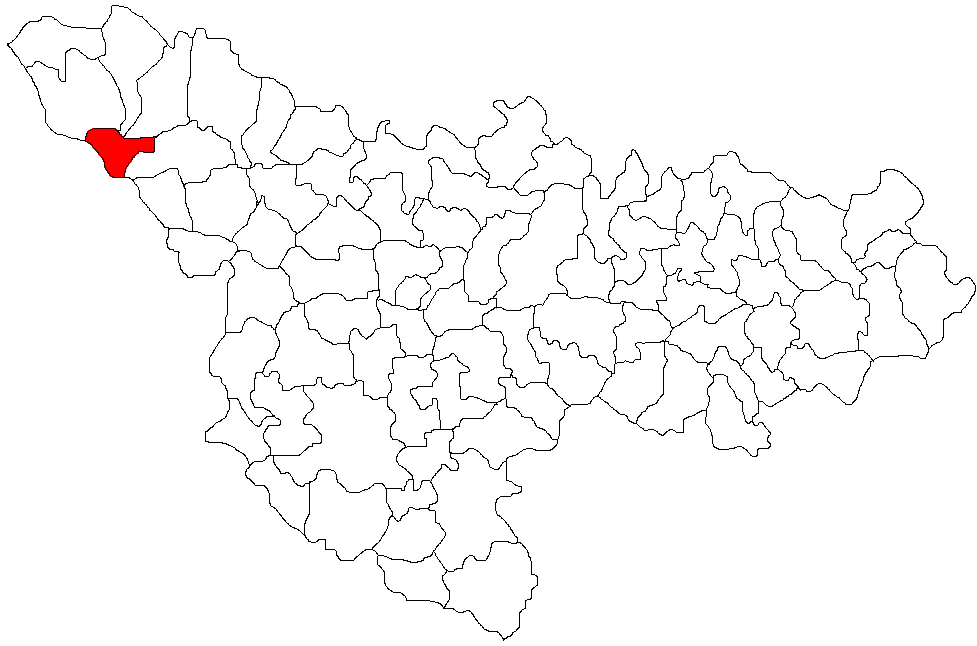
Lage der Gemeinde Teremia Mare im Kreis Timiș

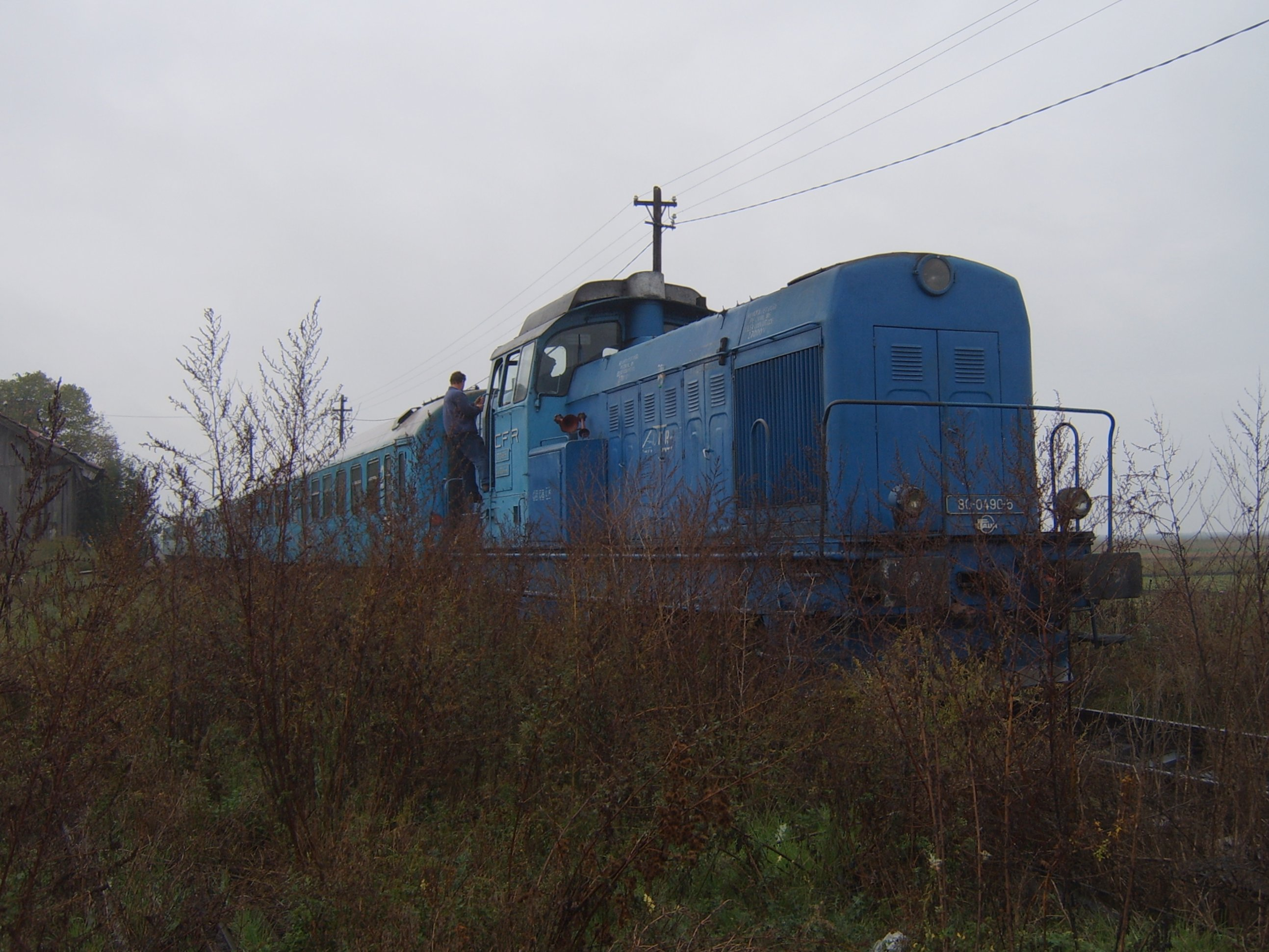
Endstation der Bahnstrecke Timișoara-Nerău

Nerău (deutsch Nero, ungarisch Nyerő) ist ein Dorf im Kreis Timiș, in der Region Banat, im Südwesten Rumäniens. Verwaltungsmäßig gehört Nerău zur Gemeinde Teremia Mare.

## Geografische Lage
Nerău liegt im Nordwesten des Kreises Timiș, in der Banater Heide, unweit der Grenze zu Serbien, circa 70 Kilometer von Timișoara und 13 Kilometer von Sânnicolau Mare entfernt. Das Dorf befindet sich an der Nationalstraße DN59C Jimbolia–Teremia Mare–Sânnicolau Mare und bildet die Endstation der Bahnstrecke Timișoara–Lovrin–Nerău.

## Nachbarorte
| Dudeștii Vechi | Sânnicolau Mare                             | Tomnatic |
| Teremia Mică   | Kompassrose, die auf Nachbargemeinden zeigt | Lovrin   |
| Teremia Mare   | Comloșu Mare                                | Gottlob  |

## Geschichte
Nerău wurde als rumänisches Dorf im Jahre 1764 gegründet. Die Gemeinde führte ursprünglich den Namen „Truga Sellissto“ oder „Dugoszello“ und erhielt später erst den Namen Nerău.
Der Bau des Bahnhofs in den Jahren 1909–1912 ermöglichte den Handel über die Linie Nerău-Großkikinda und brachte dadurch einen starken wirtschaftlichen Aufschwung. Nach dem Ersten Weltkrieg, als westlich von Teremia Mare die Staatsgrenze zu Jugoslawien verlief, gab es zwischen Nerău in Rumänien und Großkikinda in Serbien keinen Bahnverkehr mehr. Erst mit der Eröffnung der Strecke Nerău-Teremia Mare–Comloșu Mare–Gottlob–Lovrin wurde der Bahnverkehr wieder in Betrieb genommen.
Die katholische Kirche der Gemeinde Nerău wurde in den Jahren 1871–1872 erbaut. Die Orgel stammt von Carl Leopold Wegenstein. Auf dem Spieltisch ist in ungarischer Sprache eingraviert: „Wegenstein C. L. Temesvárott az 1896, évi kiáltáson millé nagy éremmel kitüntetve.“
Die Orgel in Nerău hat eine mechanische Spiel- und Registertraktur. Wegenstein hat danach nur noch pneumatische Orgeln gebaut.
Am 4. Juni 1920 wurde das Banat infolge des Vertrags von Trianon dreigeteilt. Der größte, östliche Teil, zu dem auch Nerău gehörte, fiel an das Königreich Rumänien.
Infolge des Waffen-SS Abkommens vom 12. Mai 1943 zwischen der Antonescu-Regierung und Hitler-Deutschland wurden alle deutschstämmigen wehrpflichtigen Männer in die deutsche Armee eingezogen.
Dafür mussten die Deutschen aus Rumänien nach dem Seitenwechsel Rumäniens am 23. August 1944 büßen.
Noch vor Kriegsende, im Januar 1945, fand die Deportation aller volksdeutschen Frauen zwischen 18 und 30 Jahren und Männer im Alter von 16 bis 45 Jahren zur Aufbauarbeit in die Sowjetunion statt.
Das Bodenreformgesetz vom 23. März 1945, das die Enteignung der deutschen Bauern in Rumänien vorsah, entzog der ländlichen Bevölkerung die Lebensgrundlage. Der enteignete Boden wurde an Kleinbauern, Landarbeiter und Kolonisten aus anderen Landesteilen verteilt. Anfang der 1950er Jahre wurde die Kollektivierung der Landwirtschaft eingeleitet.
Durch das Nationalisierungsgesetz vom 11. Juni 1948, das die Verstaatlichung aller Industrie- und Handelsbetriebe, Banken und Versicherungen vorsah, fand die Enteignung aller Wirtschaftsbetriebe statt.

## Demografie
| 1880 | 1474 | 851  | 9   | 611 | 3  |
| 1910 | 1460 | 911  | 37  | 478 | 34 |
| 1930 | 1558 | 1005 | 75  | 420 | 58 |
| 1977 | 1254 | 900  | 102 | 162 | 90 |
| 2002 | 1028 | 906  | 58  | 5   | 59 |